# 12492 Tanais
12492 Tanais eller 1997 JP16 är en asteroid i huvudbältet som upptäcktes den 3 maj 1997 av den belgiske astronomen Eric W. Elst vid La Silla-observatoriet. Den är uppkallad efter floden Don.
Asteroiden har en diameter på ungefär 7 kilometer.